# СКІФ (хокейний клуб)
Хокейний клуб «СКІФ» (рос. Хоккейный клуб «СКИФ») — жіночий хокейний клуб з м. Нижнього Новгорода, Росія. Заснований у 2000 році у м. Москві при СК «СКІФ». Виступає у Російській хокейній лізі. 
Чемпіон Росії (2001, 2002, 2003, 2004, 2005, 2008, 2010), срібний призер чемпіонату Росії (2006, 2007, 2009). Володар Кубка Європейських чемпіонів (2009).

## Історія
Спортивний Клуб СКІФ був заснований у 1997 році у місті Москві. Жіноча хокейна команда СКІФ була створена у Клубі у 2000 році. Кольори команди — помаранчево-сині. СКІФ — чемпіон Росії з хокею із шайбою серед жіночих команд у сезонах 2000—01, 2001—02, 2002—03, 2003—04, 2004—05, 2007—08 і 2009—10 років, срібний призер чемпіонату Росії у сезонах 2005—06, 2006—07 і 2008—09 років. Володар 
Більшість гравців команди є десятиразовими чемпіонами Росії, триразовими срібними призерами чемпіонату Росії. У 2001 році гравці СКІФа Жанна Щелчкова, Людмила Юрлова, Татяна Сотнікова, Оксана Третякова, Світлана Терентьєва і Альона Хомич у складі збірної Росії стали бронзовими призерами чемпіонату світу з хокею.
ХК СКІФ — базова команда жіночих збірних Росії. Упродовж багатьох років гравці жіночої хокейної командм СКІФ входять до складу національної і молодіжної збірної Росії. До її складу для участі в Олімпійських іграх 2002 у Солт-Лейк-Сіті, Олімпійських іграх 2006 у Турині і Олімпійських іграх 2010 у Ванкувері були включені більше половини гравців СКІФа.
В сезоне 2008—09 років, вперше в історії російського жіночого хокею команда СКІФ стала володарем Кубка Європейських чемпіонів. До цього СКІФ двічі брав участь у розіграші Кубка Європейських чемпіонів. У сезоні 2004—05 років команда стала срібним, а через рік, у сезоні 2005—06 років — бронзовим призером головного клубного турніру Європи серед жіночих команд.
Президентом спортивного клубу СКІФ з дня його створення є Сергій Колотнєв.

## Досягнення
- Чемпіон Росії (2001, 2002, 2003, 2004, 2005, 2008, 2010), срібний призер чемпіонату Росії (2006, 2007, 2009).
- Володар Кубка Європейських чемпіонів (2009).